# میرچئا کریشان
میرچئا کریشان (رومانیایی: Mircea Crișan؛ ‏ تلفظ رومانیایی: [ˈmirt͡ʃe̯a]؛ ‏ ۸ اوت ۱۹۲۴ – ۲۲ نوامبر ۲۰۱۳) بازیگر اهل رومانی بود. وی یکی از بزرگترین کمدین‌های رومانی محسوب می‌شود.
از فیلم‌ها یا برنامه‌های تلویزیونی که وی در آن نقش داشته‌است، می‌توان به درک، پنداره‌ها ۱۹۰۰ و آنگونه که در بهشت است اشاره کرد.